# جامعة عمود
جامعة عمود (بالإنجليزية: Amoud University)‏ وتُدعى اختصاراً AU، هيَ جامعة عامة شاملة تقع في مدينة بورمة في شمال صوماليلاند.
بدأت الجامعة بالعمل في عام 1998، وكان فيها آنذاك 3 معلمين وَحوالي 66 طالب مقسمين على كليتين (التعليم وإدارة الأعمال). يبلغ عدد طلابها في الفترة الحالية 4031 طالباً مُسجلني في 13 كُلية، مع وجود 218 عضو هيئة تدريسية.